# Rachel (Virginia Occidental)
Rachel es un lugar designado por el censo ubicado en el condado de Marion en el estado estadounidense de Virginia Occidental. En el Censo de 2010 tenía una población de 248 habitantes y una densidad poblacional de 276,74 personas por km².

## Geografía
Rachel se encuentra ubicado en las coordenadas 39°31′8″N 80°17′56″O / 39.51889, -80.29889. Según la Oficina del Censo de los Estados Unidos, Rachel tiene una superficie total de 0.9 km², de la cual 0.89 km² corresponden a tierra firme y (1.16%) 0.01 km² es agua.

## Demografía
Según el censo de 2010, había 248 personas residiendo en Rachel. La densidad de población era de 276,74 hab./km². De los 248 habitantes, Rachel estaba compuesto por el 96.37% blancos, el 1.61% eran afroamericanos, el 0% eran amerindios, el 0% eran asiáticos, el 0% eran isleños del Pacífico, el 0% eran de otras razas y el 2.02% pertenecían a dos o más razas. Del total de la población el 0% eran hispanos o latinos de cualquier raza.